# Sorex granarius
La musaraña ibérica (Sorex granarius) es una especie de mamífero soricomorfo de la familia Soricidae solamente distribuida por la península ibérica. Descrita como una subespecie de Sorex araneus, fue elevada a la categoría de especie en 1975 debido a sus características cariológicas y morfológicas. El pelaje es de color marrón oscuro careciendo de banda mediodorsal oscura y el vientre es gris amarillento. La longitud de cabeza y cuerpo es de unos cuatro centímetros, siendo la cola de unas tres cuartas partes de esa longitud. El peso no sobrepasa los seis gramos. Tiene las puntas de los dientes de color rojo aunque generalmente, a diferencia de S. araneus y S. coronatus, los incisivos superiores muestran una tonalidad más clara.

## Hábitat y distribución
Es un endemismo ibérico. Se distribuye a lo largo del sistema Central, desde la sierra de Ayllón a la sierra de la Estrella (Portugal), extendiéndose hacia el norte desde el río Tajo hasta Galicia. Queda por confirmar la presencia al norte del sistema Ibérico y en ciertos enclaves de la cordillera Cantábrica.
Las áreas ocupadas por la musaraña ibérica se caracterizan por tener una temperatura media anual de entre 3º y 15 °C, con inviernos fríos o muy fríos, y una precipitación superior a los 600 mm. En el sistema Central, la especie se localiza en los niveles supra- y oromediterráneo, desde los 500 a los 2000 m s. n. m. Es frecuente en hayedos, pinares, robledales y encinares, así como en aquellas zonas en las que el bosque autóctono ha sido reemplazado por campos o bosques de Castanea sativa o Pinus pinaster.
En Portugal está presente en casi todos los hábitats arbustivos; en el norte y en Galicia, la especie penetra en la región eurosiberiana, donde ocupa robledales y plantaciones de Eucalyptus y P. pinaster. En el sistema Ibérico, se ha mencionado su presencia entre los 1000 y los 1700 metros de altitud, en robledales, hayedos y sabinares.

## Situación
No parece encontrarse amenazada. Aunque no existen estudios, la extensión geográfica de sus poblaciones no hace temer por su estado. 